# Benátky nad Jizerou III
Benátky nad Jizerou III (Obodř) je část města Benátky nad Jizerou v okrese Mladá Boleslav. Nachází se na jihozápadě Benátek nad Jizerou. Protéká zde Jizera a nedaleko prochází dálnice D10. Benátky nad Jizerou III leží v katastrálním území Obodř.

## Historie
První písemná zmínka o vesnici pochází z roku 1052.
V letech 1869–1930 byla samostatnou obcí, v roce 1950 a od 1. ledna 1982 se stala součástí města Benátky nad Jizerou.

## Obyvatelstvo
| Rok            | 1869 | 1880 | 1890 | 1900 | 1910 | 1921 | 1930 | 1950 | 1961 | 1970 | 1980 | 1991 | 2001 | 2011 | 2021 |
| -------------- | ---- | ---- | ---- | ---- | ---- | ---- | ---- | ---- | ---- | ---- | ---- | ---- | ---- | ---- | ---- |
| Počet obyvatel | 263  | 427  | 424  | 418  | 434  | 494  | 492  | 400  | 0    | 337  | 277  | 225  | 219  | 276  | 290  |
| Počet domů     | 47   | 61   | 70   | 72   | 86   | 100  | 120  | 120  | 0    | 116  | 103  | 116  | 117  | 128  | 130  |

## Další fotografie

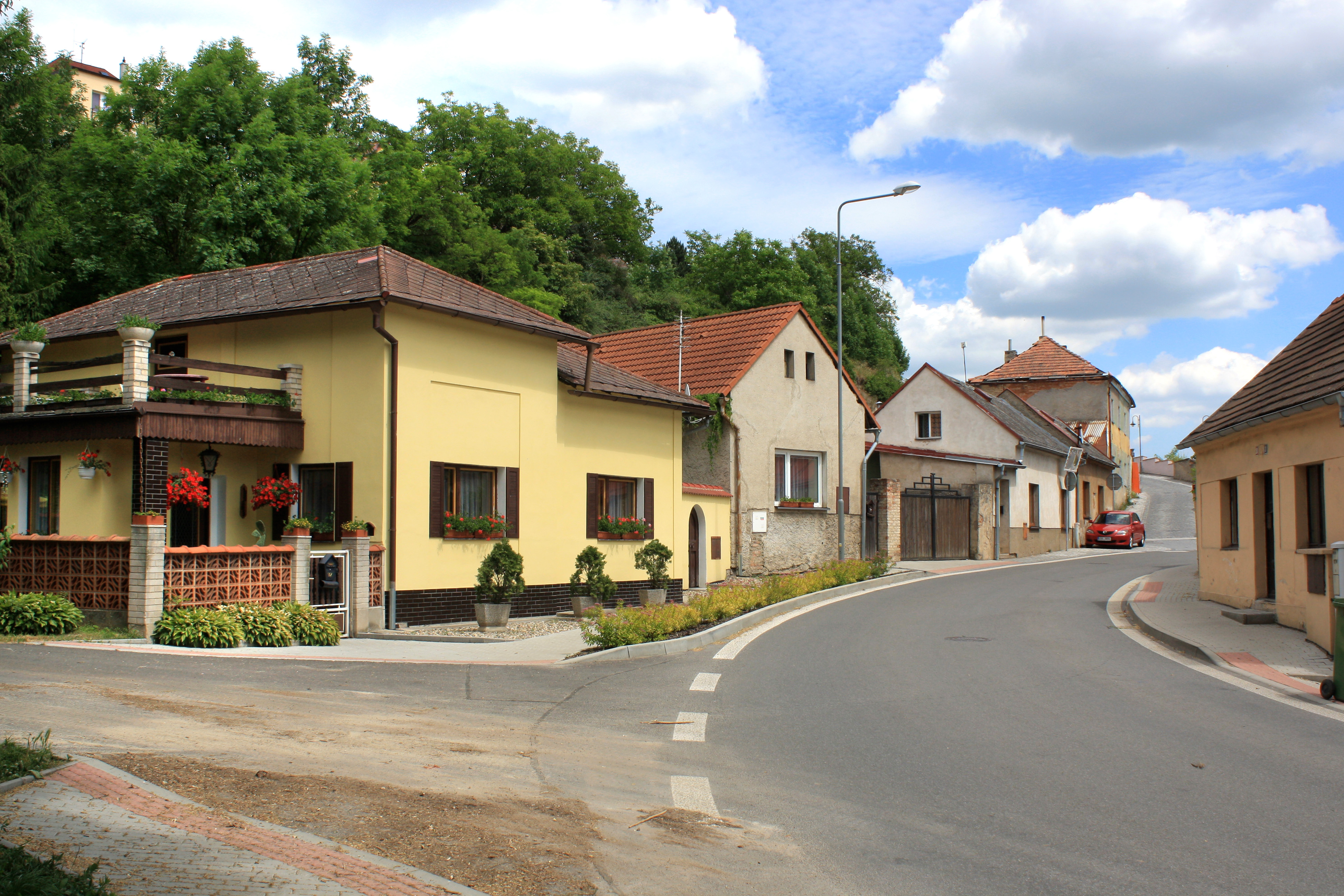
Ulice Miroslava Soumara
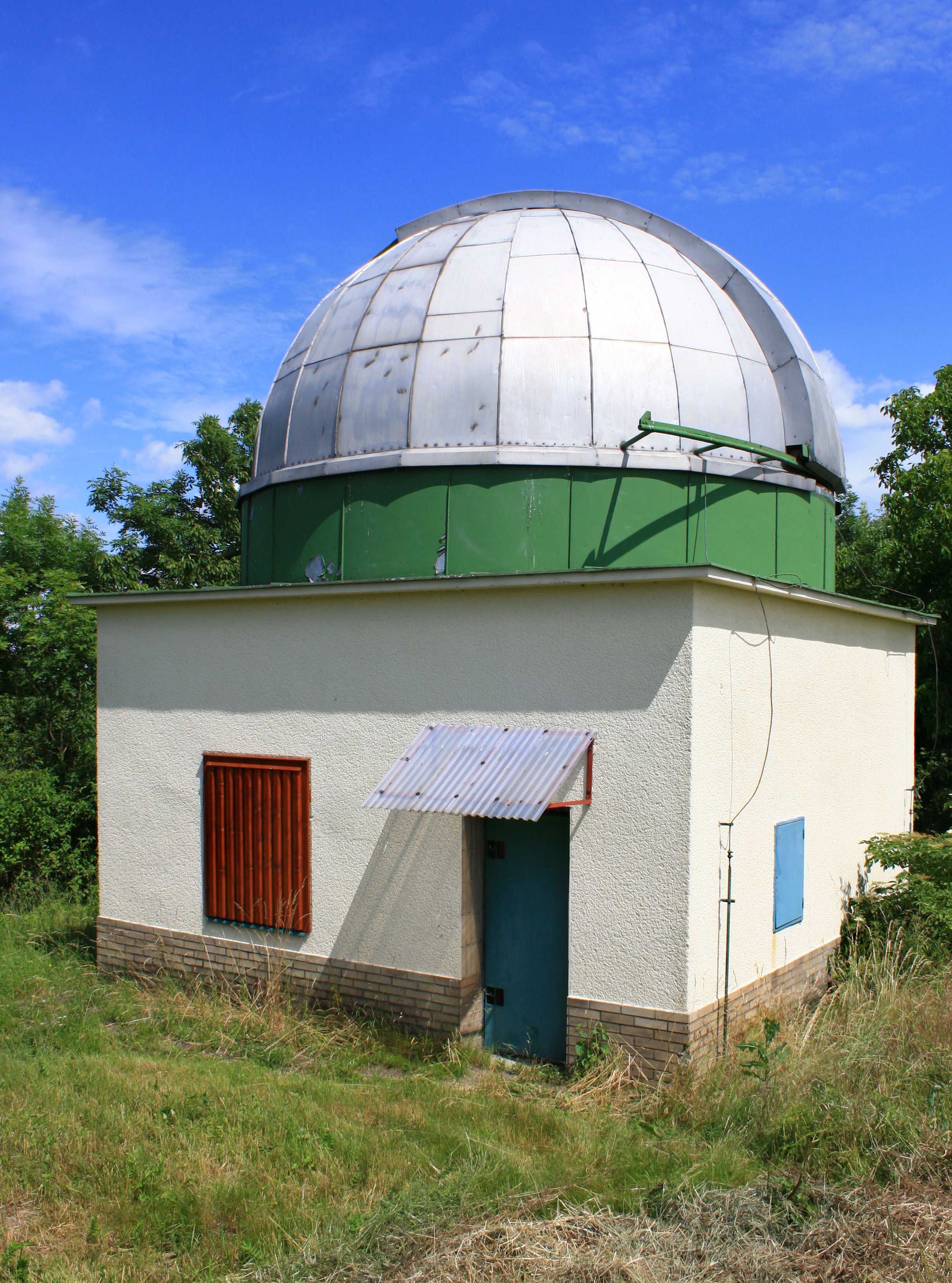
Hvězdárna na západním okraji Benátek
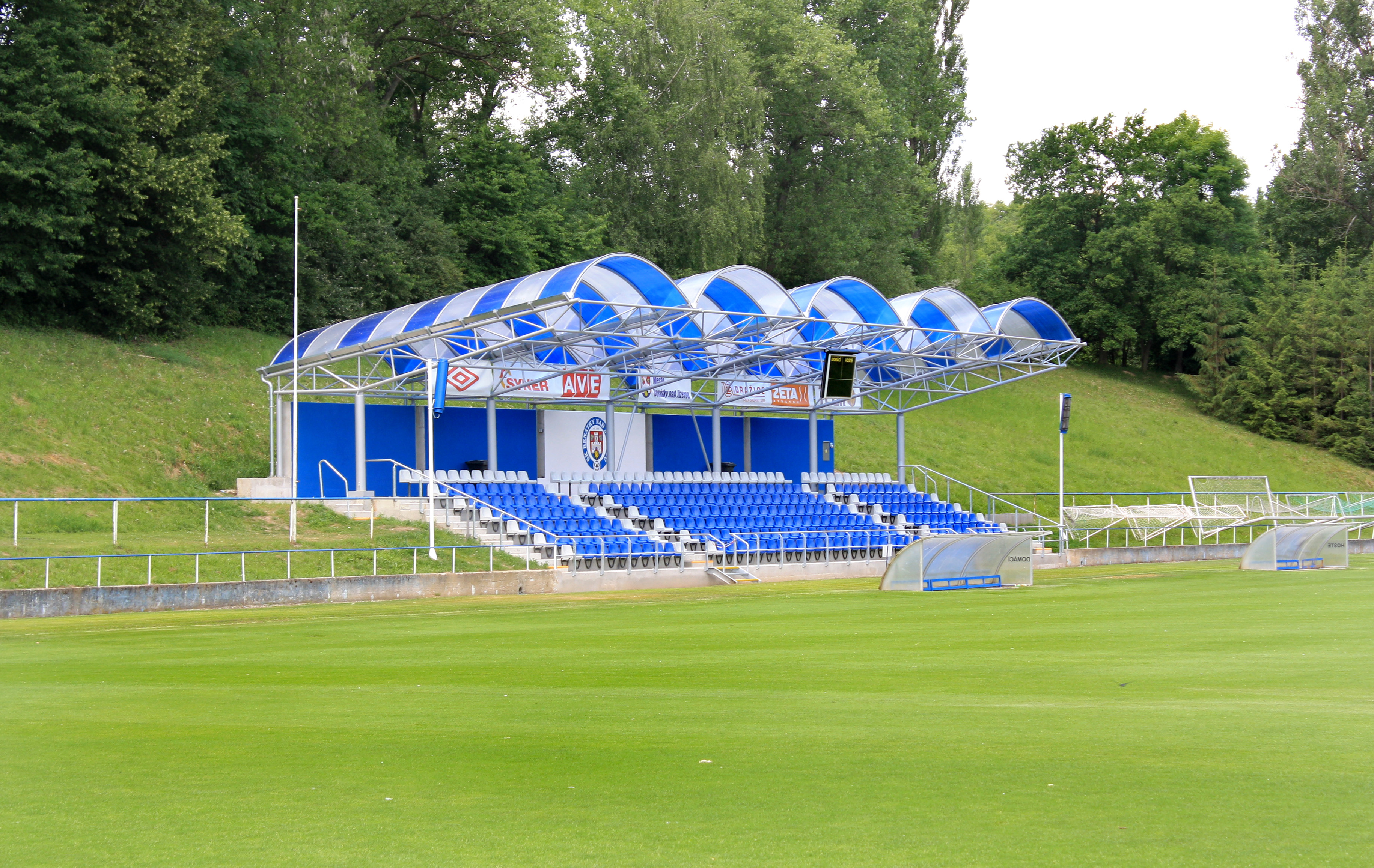
Fotbalové hřiště